# Cosimo Damiano Lanza
Cosimo Damiano Lanza (n. 12 de abril de 1962) es un pianista, clavecinista y compositor italiano.

## Biografía
Su formación artística se desarrolló bajo la dirección de distinguidos profesores; piano Michele Marvulli y Jorg Demus, clavicembalo Cristopher Steinbridge y Pierre Hantai. Después comenzó una larga carrera como artista y profesor en todo el mundo. Realizó grabaciones para la RAI.
Además del interés por la música antigua ha seguido con particular perseverancia el repertorio moderno y contemporáneo (Luigi Dallapiccola, Luciano Berio, Karlheinz Stockhausen, John Cage) colaborando también con jóvenes instrumentistas. Es el director de la Accademia Musicale Mediterranea de Taranto  y director artístico del International Music Competition for Youth "Dinu Lipatti"-Roma y del Premio Italia Olimpo Pianistico-Tarento.
Con frecuencia es Presidente o membro del jurado en concursos pianísticos como el Concorso pianistico internazionale Luciano Gante, el Concorso pianistico internazionale Arcangelo Speranza y el Concorso pianistico internazionale Barletta.
Sus grabaciones autorizadas más destacadas fueron sus interpretaciones en directo en Auditorium San Domenico Foligno de la Sonata Op.58 de Frédéric Chopin el Fantasiestücke (Fantasy Pieces) op. 12 de Robert Schumann. También ha grabado música de John Cage, en el piano preparado. Para la casa editorial Bèrben ha publicato 6 Preludios para piano (Natale sul 904 - Ondine - Nafplion - Camminando - Profili Nostalgici - Crescendi Sensoriali) Ed N º 3346, catalogado en la Biblioteca Nacional Central de Florencia. 
http://es.wikipedia.org/wiki/Biblioteca_Nacional_Central_de_Florencia

## Colaboraciones
El maestro Cosimo Damiano Lanza dio clases magistrales y cursos de perfecionamento en instituciones musicales de todo el mundo entre cuales: Brigham Young University en Salt Lake City (USA), Conservatorios de Murcia (España), Conservatorio de GAP (Francia), Musikschule en Mónaco (Alemania),  en Accademia Musicale Mediterranea de Tarento (Italia), Accademia Internazionale Delle Arti en Roma (Italia), Accademia Musicale Europea en Nápoles (Italia), Teatro Sirolo (Italia) , Conservatorio Tchaikovski en Nocera Terinese (Italia), AEMAS Università Suor Orsola Benincasa en Nápoles (Italia).

## Premio Extraordinario en Reconocimiento Oficial
- 2010 se le concedió una medalla de bronce por el presidente de la República Giorgio Napolitano por méritos de su carrera artística.
- 2009 Premio Saturo d'Argento.[1]
- 2008 Premio Tebaide d'Italia